# Drei kleine Mädchen
Drei kleine Mädchen ist ein Gemälde des deutschen Malers Lovis Corinth aus dem Jahr 1902. Das Bild ist ein Gruppenporträt und zeigt drei junge Mädchen. Gemalt wurde es von Corinth bei einem Aufenthalt im Seebad Horst an der pommerschen Ostseeküste, heute Niechorze, den er dort gemeinsam mit seiner späteren Ehefrau Charlotte Berend verbrachte. Das Bild befand sich bis 2024 in Privatbesitz und gelangte durch eine Schenkung Anfang 2025 in den Besitz des Clemens Sels Museums in Neuss.

## Bildbeschreibung
Das Bild zeigt drei junge Mädchen im Brustporträt, die nebeneinander stehen und den Maler direkt anschauen. Sie alle tragen weiße, luftige Blusen. Während die Mädchen auf der linken Seite und in der Mitte dem Künstler frontal gegenüberstehen, steht das Mädchen auf der rechten Seite seitlich, und nur der Kopf ist nach vorn gewandt. Das Kind ist hellblond mit blauen Augen, am Hals trägt es ein schwarzes Halsband, und die weiße, kurzärmelige Bluse bedeckt die Schultern. Es ist zudem das einzige, von dem auch die Arme sichtbar sind, in seiner linken Hand hält es eine einzelne langstielige Blume mit rosa-violetter Blüte und lanzettlichen Blättern, die die seitliche Bildbegrenzung darstellen. Das mittlere Mädchen ist ebenfalls blond, im Haarton allerdings etwas dunkler und es hat braune Augen. Es ist das kleinste der drei Mädchen; die ärmellose und mit Rüschen besetzte weiß-rosa Bluse lässt seine Schultern frei. Das Mädchen an der linken Seite ist etwa so groß wie das an der rechten Seite. Es hat dunkelblondes bis braunes Haar und dunkle Augen, um den Hals trägt es eine Halskette mit blauen Steinen. Auch dieses trägt eine kurzärmelige weiße Bluse, die nur den Hals frei lässt. In der rechten Hand hält es ein Spielzeugschiff, das den rechten Arm verdeckt. Bei dem Schiff handelt es sich um ein Segelboot mit einem grünen Bootskörper und orangen und blauen Aufbauten.
Der Hintergrund ist gräulich ohne weitere Strukturen gehalten. Das Bild wurde am rechten oberen Bildfeld zweizeilig signiert mit Lovis Corinth, Horst 1902.

## Entstehung und Hintergrund
1902 verreiste Lovis Corinth mit seiner späteren Frau Charlotte Berend in das Seebad Horst an der pommerschen Ostseeküste, heute Niechorze, wo er neben anderen Landschafts- und Porträtbildern auch mehrere Bilder von ihr malte. Während des Aufenthaltes in Horst vertiefte sich die Beziehung der beiden, und sie wurden ein Liebespaar. Im Werkverzeichnis der Gemälde Corinths schrieb Charlotte Berend-Corinth, dass Lovis Corinth das Bild der drei kleinen Mädchen in Horst auf Veranlassung des Kunstgelehrten Eduard Fuchs gemalt habe. Dabei habe er das Bild so gestellt, dass sie ihn von ihrem Fenster aus bei der Arbeit beobachten konnte.
In dem Badeort malte er im gleichen Jahr unter anderem die folgenden Bilder:

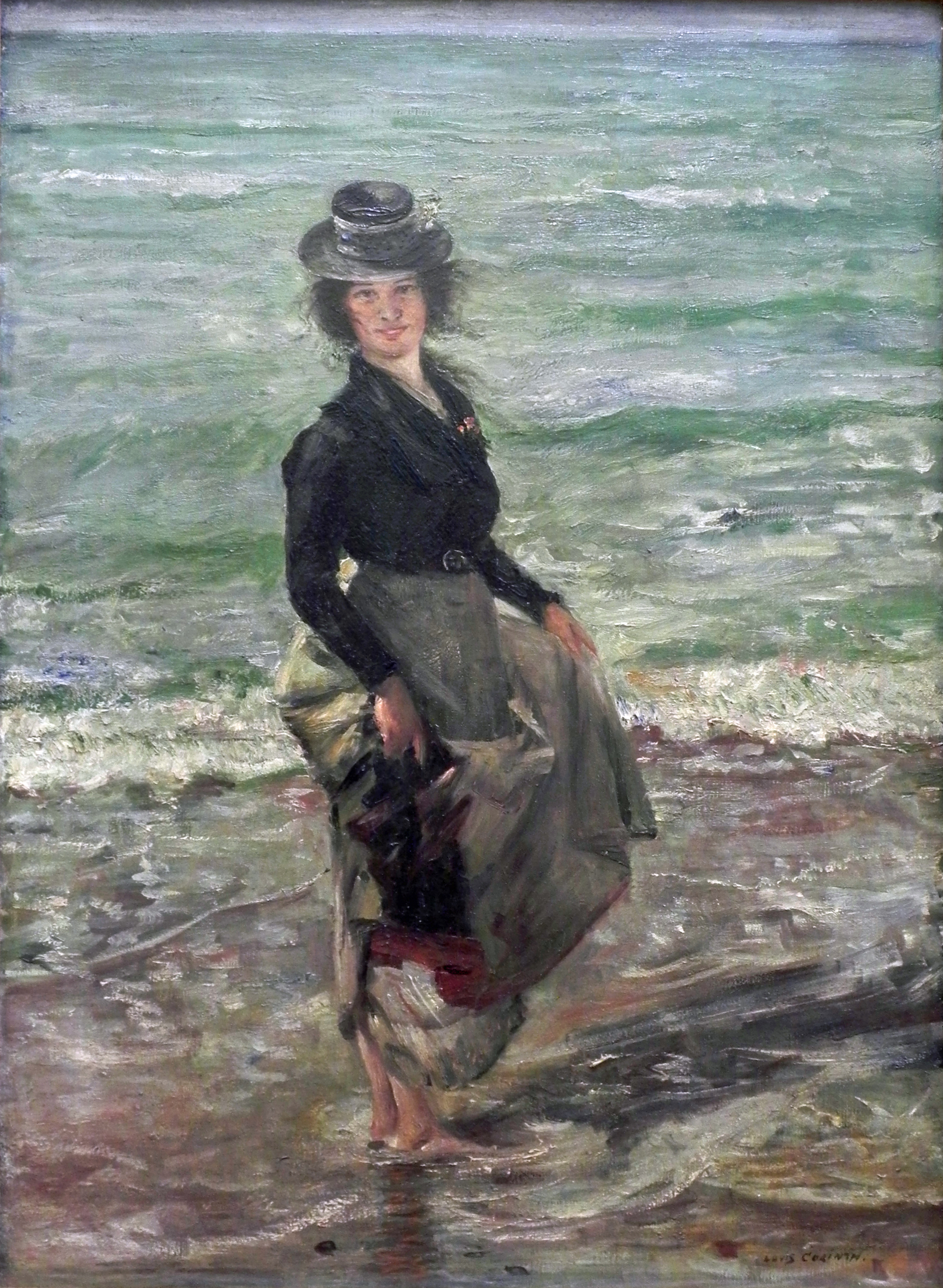
Paddel-Petermannchen, 1902
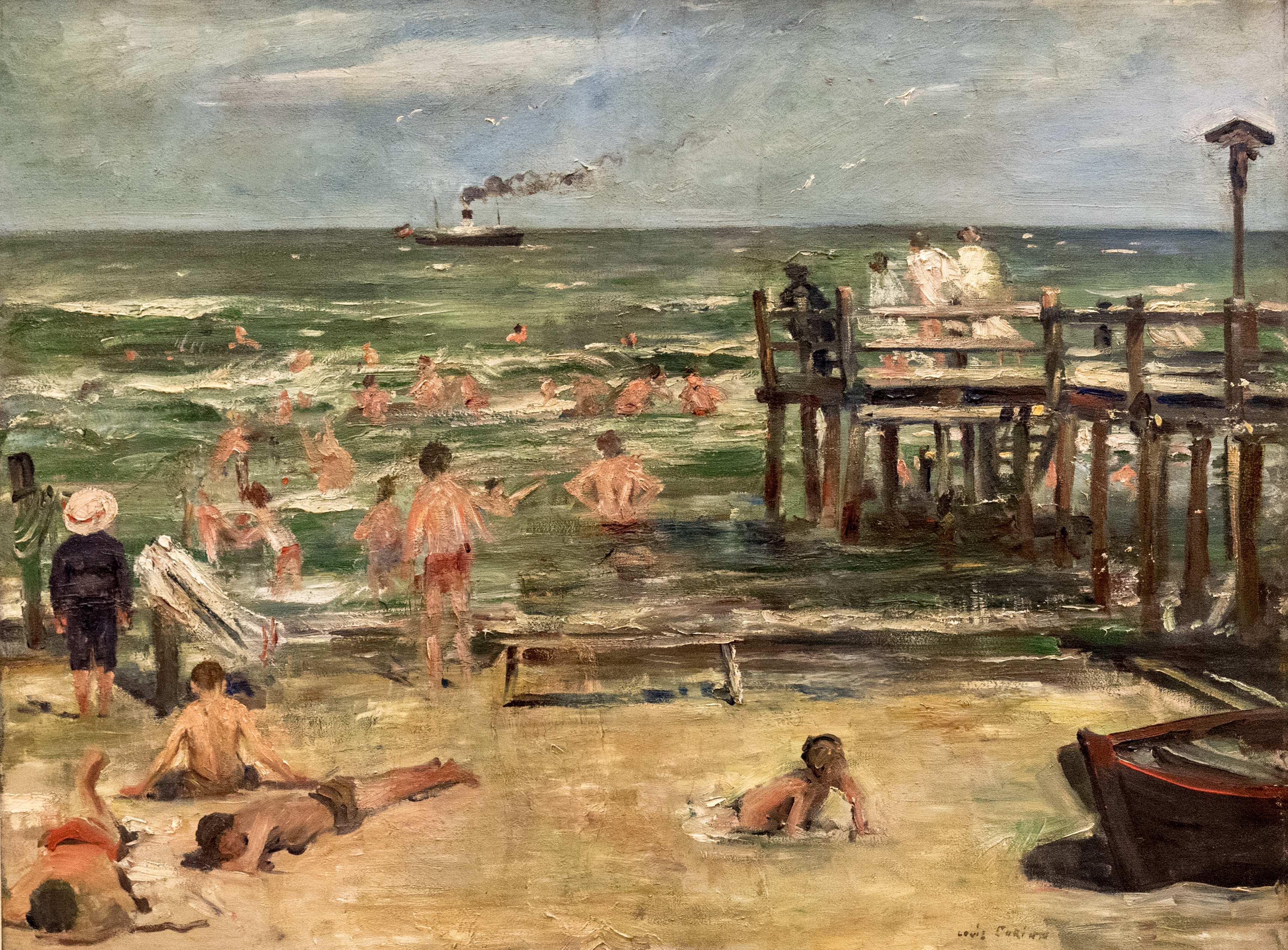
Schwimmanstalt in Horst-Ostsee, 1902
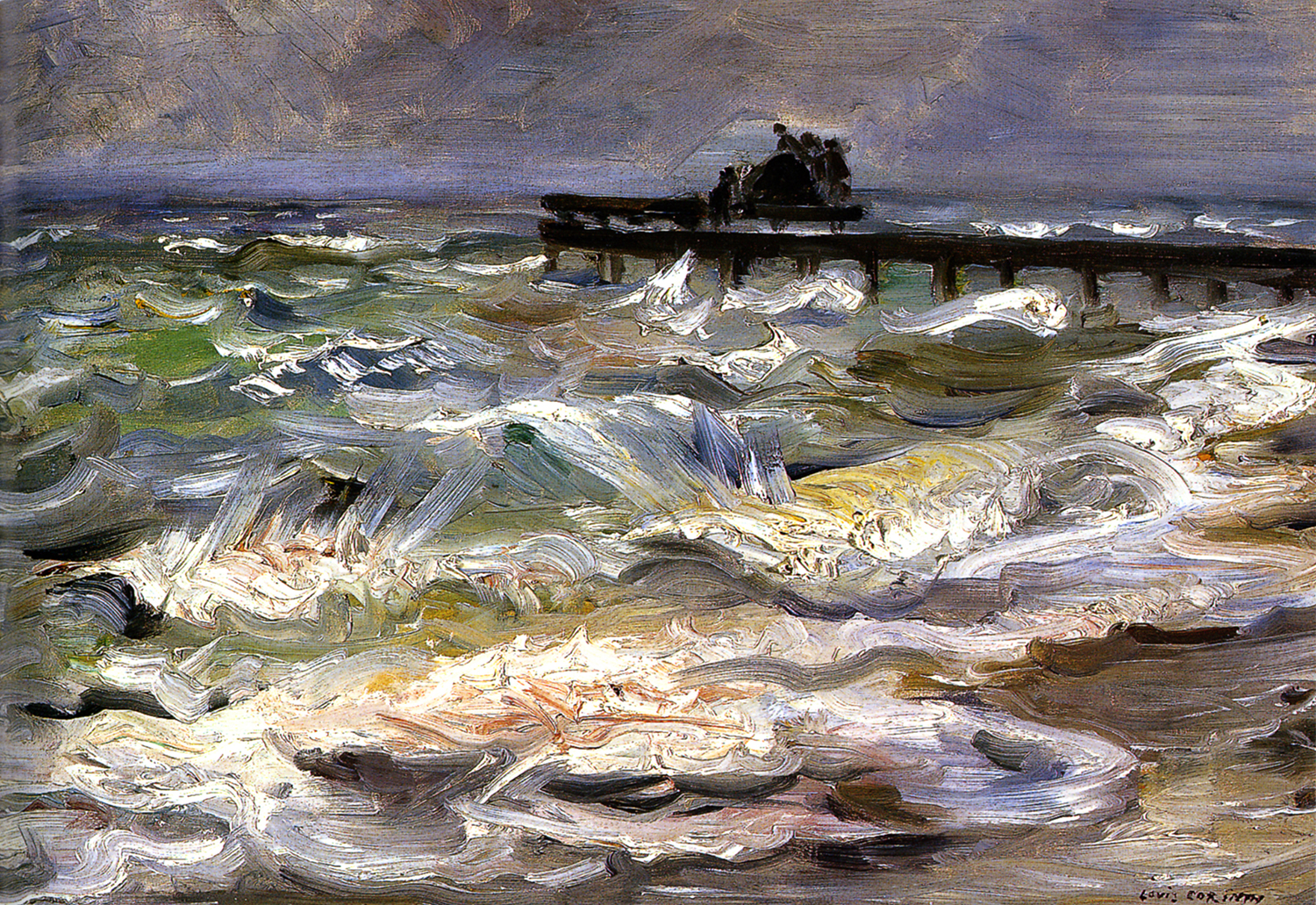
Ostsee, 1902
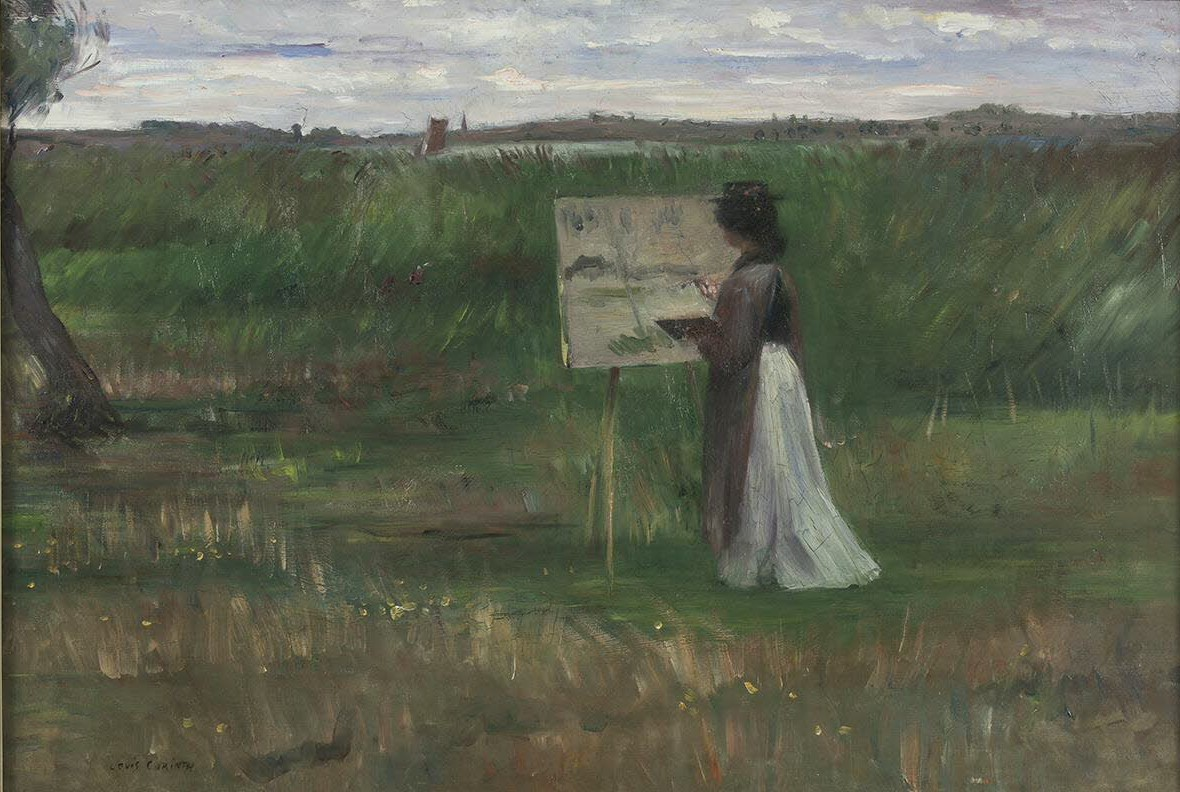
Die Malerin Charlotte Berend an der Staffelei, 1902
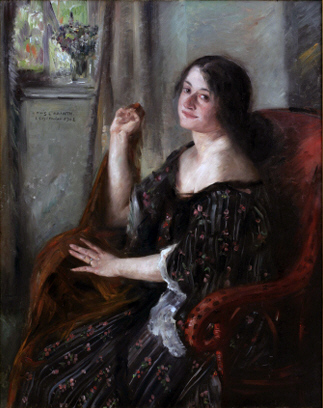
Petermannchen, 1902

## Provenienz
Laut dem Werkverzeichnis befand sich das Bild nach seiner Entstehung in der Sammlung von E. Prost in Stettin und blieb danach in Privatsammlungen. Am 5. Dezember 1978 wurde das Bild bei Christie’s in London versteigert, am 22. November 1980 erneut im Schloss Ahlden und danach am 27. November 1981 wieder bei Christie’s. Eine weitere Versteigerung fand am 23. November 2010 im Auktionshaus von Sotheby’s in London statt.
Das Bild wurde von Wolf Schulz, ehemaliger Chefarzt am Johanna-Etienne-Krankenhaus in Neuss, erworben. Er stiftete es Anfang 2025 zusammen mit dem Bild Das Tal der Sedelle von Armand Guillaumin dem Clemens Sels Museum in Neuss.

## Belege
1. 1 2 3 4  
Charlotte Berend-Corinth: Lovis Corinth: Die Gemälde. Neu bearbeitet von Béatrice Hernad. Bruckmann Verlag, München 1992, ISBN 3-7654-2566-4, BC 242, S. 90.
2. 1 2  
Lovis Corinth: Drei kleine Mädchen (Three Girls). Auktion bei Sotheby’s London, 23. November 2010 (19th Century European Paintings Including Spanish Painting, The Orientalist Sale, and German, Austrian, Scandinavian and Symbolist Works, Lot 26); abgerufen am 11. März 2025.
3. ↑  Natalie Urbig: Zwischen Impressionismus und Expressionismus: Schenkungen ergänzen die Sammlung des Clemens-Sels-Museums. In: Rheinische Post, 10. Februar 2025; abgerufen am 11. März 2025.
4. ↑  Die Kraft der Kreativität: Wie Kunst und Kultur uns verbindet; Clemens Sels Museum Neuss stellt sein Programm für das Jahr 2025 vor. auf Website der Stadt Neuss, 30. Januar 2025; abgerufen am 12. März 2025